# Art de l'Imperi Part

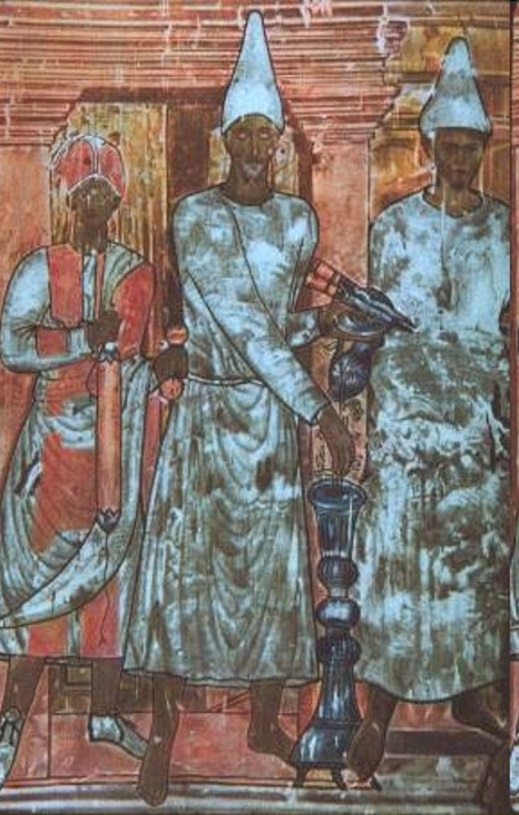
Obra d'art dels parts a Dura Europos. D'acord amb el principi de frontalitat, totes les figures, humanes o divines, es mostren mirant directament al espectador.

L'art de l'Imperi Part va ser l'art persa realitzat durant l'Imperi Part al Pròxim Orient (247 aC al 224 dC). Consta d'una barreja d'influències perses i hel·lenístiques. L'estil de l'art de l'Imperi Part va perdurar durant un temps després de la seva desaparició. Una característica típica d'aquest art és la frontalitat dels personatges que es mostren. També en les representacions narratives, els actors no s'hi fixaven en l'objecte de la seva acció sinó que miraven a l'espectador. Aquestes són les característiques que van anticipar l'art de l'Europa medieval i de l'art romà d'Orient.
Jaciments dels parts han estat sovint passats per alt a les excavacions, per tant, la situació de coneixement de la recerca de l'art dels parts era força incompleta. Les excavacions a Dura Europos al segle xx van proporcionar moltes noves descobertes. L'arqueòleg clàssic i director de les mencionades excavacions, Michael Rostovtzeff, es va adonar que l'art dels primers segles de Palmira, de Dura Europos, així com el de l'Iran fins l'art grecobudista del nord de l'Índia va seguir els mateixos principis. Rostovtzeff va ser el que va nomenar aquestes obres que van seguir aquests principis, «art dels parts».
Segons altres erudits, és dubtós que les característiques de «L'art dels parts» tinguin alguna cosa a veure amb la pròpia Pàrtia; el tret més característic de l'art part és la frontalitat, que no és una especial tècnica de l'art irànic o l'art dels parts i va aparèixer per primera vegada a l'art de Palmira. Hi ha dubtes sobre si aquest art pot ser nomenat un art part o ha de ser associat amb qualsevol àrea regional en particular; no hi ha proves, per exemple, de què es creés fora de la regió mitjana de l'Eufrates i que es portés després a Palmira. Aquest art és millor enfocar-lo com un desenvolupament local comú a la regió de l'Eufrates mitjà.

## Descripció general

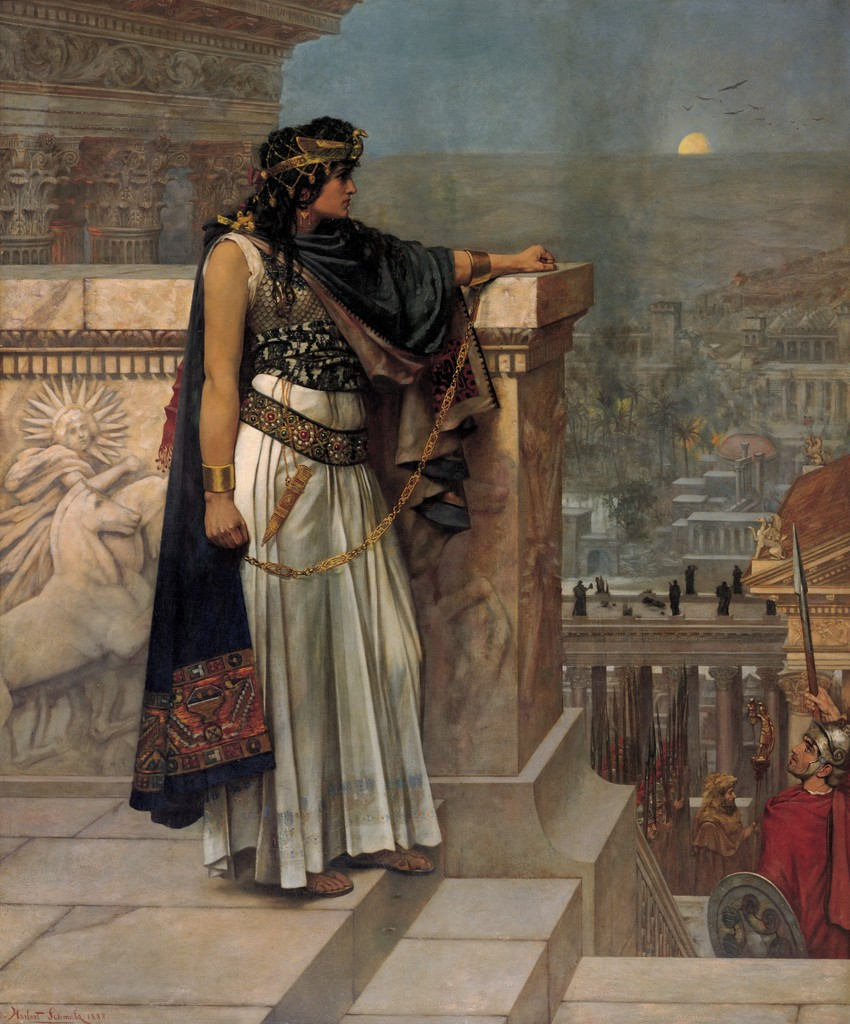
Última contemplació de la reina Zenòbia sobre Palmira, Herbert Schmalz

El que ara es descriu com l'art dels parts des del final del segle xix, no va ser conegut fins aleshores. En aquell moment des de Palmira van ser enviades nombroses escultures a Europa. En elles es presentaven als homes i les dones amb túniques, ricament decorades amb nombroses joies, i sovint es representaven les ruïnes d'una ciutat associada amb les fonts literàries romanes amb relació a la reina Zenòbia. Tanmateix, no es va trobar cap terme distintiu per a l'art produït, considerant-se simplement una variant local de l'art romà. L'ús generalitzat d'aquest art, àdhuc més enllà de les fronteres de l'Imperi Part, va plantejar, als estudiosos, la qüestió de si aquest art era adequat per definir els parts, d'acord amb Daniel Schlumberger i pel que en general s'indica actualment a les investigacions, va ser probablement influït per l'art de la capital parta de Ctesifont.
Tanmateix, la designació de les creacions artístiques de l'Imperi Part i les àrees veïnes és inconsistent i una font de controvèrsia. Els autors sovint eviten l'«art dels parts», preferint en lloc seu designar l'obra en el pla cultural i polític. Daniel Schlumberger va afirmar que la noció de l'art dels parts en una de les seves obres més importants sobre l'Orient hel·lenístic (original: Der hellenisierte Orient, editat a Alemanya al World of Art series). Aquest assaig abasta no solament l'art dels parts, sinó també l'art grec i a l'Orient en general. Hans Erik Mathiesen va titular el seu treball Parthian sculpture: Sculpture in the Parthian Empire en què s'examinen les ciutats d'art com Palmira. Així mateix, Trudy S. Kawami nomena el seu assaig Statues in Iran: Monumental Art of the Parthian period of Iran, mentre que el profesor Malcolm Colledge va titular la seva obra Parthian art clearly as Parthian art,(original: Parthian Art) per definir estrictament els cànons de l'art dels parts.
L'Imperi part s'estenia sobre una gran àrea, principalment amb el territori de l'actual Iran i l'Iraq i amb moltes tribus diferents, aquesta situació es va prolongar durant més de 400 anys. A partir d'aquestes condicions, és evident que s'ha de considerar amb fortes diferències regionals l'art d'aquest regne i que no hi va haver un desenvolupament significatiu durant aquests segles. Encara que existeixen nombrosos exemples de l'art dels parts, es preveu que moltes obres importants, entre ells les de la cort reial, s'obtenen a partir de diversos períodes amb llacunes o absències d'exemples al llarg dels segles. Gran part d'aquesta evidència prové de territoris de fora de Pàrtia, com les monedes de Gondofares, aproximadament de l'any 50 que es van descobrir a l'Índia en l'estil dels parts.

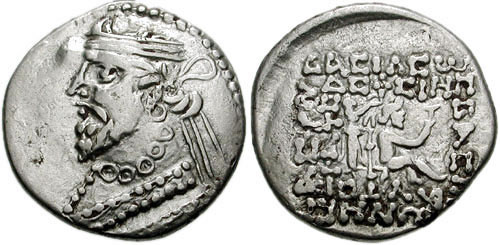
Moneda de Gondofares, que es va trobar a l'Índia presentant un evident estil pàrtic.

L'art dels parts també està present a Síria, en moltes ciutats com Palmira, Edesa i Dura Europos. No tots els exemples pertanyien específicament als parts. Al nord, aquest art sembla haver florit a Armènia, encara que queda molt poc d'ell. Al sud, Bahrain va seguir clarament la forma de l'art part, mentre que a l'est, la transició en l'art de Gandhara va ser gradual i, per tant, difícil de traçar una línia clara. En una recerca anterior, on es veia l'art grec de la Grècia clàssica com l'ideal, l'art dels parts es descriu sovint com a art decadent i barbàric. Investigacions recents, tanmateix, es veu això amb diferència. Aquest art va tenir molts mètodes creatius i originals de treball, i va ser una forma influent especialment per a l'art romà d'Orient i l'art medieval.
La forta frontalitat de l'art dels parts era inusual a l'Orient Mitjà i novament sembla estar influïda per l'experiència de l'art grec, que va difondre per l'Orient des del segle iii aC. Per tant, l'art dels parts es pot descriure com una creació oriental després de l'experiència de l'art hel·lenístic.

## Èpoques

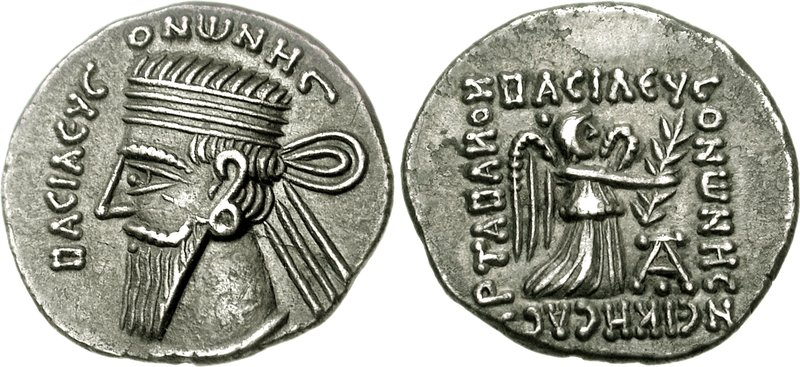
Moneda de Vonones I, encunyada a Ecbàtana.

L'art de l'Imperi Part es pot dividir a grans trets en dues èpoques: una fase d'estil grec i una altra veritablement part. Aquestes fases no van ser seguides cronològicament entre si, però es poden observar amb una forta superposició cronològica. A la ciutat Selèucia del Tigris, la influència en la creació d'art grec es va mantenir per molt més temps que les ciutats orientals, com Ecbàtana. Un exemple són les monedes de Vonones I (6-12 dC), les peces que van ser encunyades a Selèucia del Tigris mostren un estil purament grec. Mentre que les monedes del mateix governant fetes a Ecbàtana mostren un estil que s'allunya dels models grecs.

### Fase hel·lenística

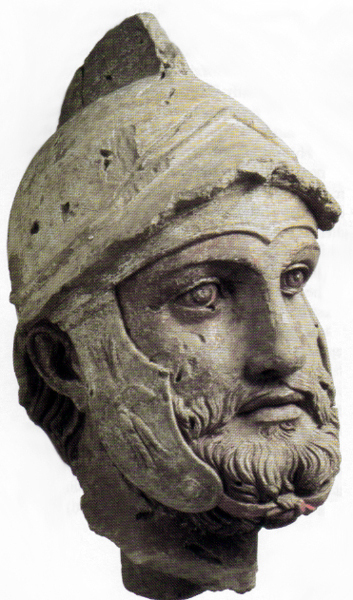
Un cap esculpit (desprès d'una escultura) d'un soldat part que porta un casc d'estil hel·lenístic, trobat a la necròpoli de Nasa, Turkmenistan del.

Al principi de la seva història, l'art dels parts va ser molt influït i pot comparar-se amb l'art grec. Especialment a la capital antiga parta de Nasa hi ha exemples descoberts des del període part primerenc que indiquen les similituds amb la cultura grega. La majoria de les troballes corresponen a la data dels tres primers segles aC. Hi havia escultures de marbre purament gregues i una sèrie d'ivori de rítons en estil hel·lenístic i dissenys decorats en sentit figuratiu.
Les estàtues de marbre tenen una mitjana de 50 a 60 cm d'altura. Una de les escultures és una representació similar d'Afrodita. La part inferior de la figura està feta de pedra fosca, per la qual cosa el cos de marbre contrasta i es tracta amb un millor enfocament. Una altra figura femenina que porta una túnica i un pèplums superposat a l'espatlla dreta com un xal. Ambdues estàtues van ser probablement importades, sia en conquestes hel·lèniques durant la colonització, o mitjançant el comerç. Estan pintades amb els colors hel·lenístics favorits dels reis que aleshores regien allà.
Les bandes ornamentals dels rítons representen escenes de la mitologia grega. Les figures són hel·lenístiques, encara que els personatges són una mica toscs i alguns temes de les històries gregues que es mostren no sempre s'entenen. Nasa i la província de Pàrtia, on es va produir els orígens de l'Imperi Part, es trobava al costat del Regne grec de Bactriana i, per tant, es creu que van influir en el començament de l'art dels parts, o que els rítons es van fer a Bactria i van arribar a Nasa com a botí.
L'arquitectura també mostra importants influències gregues, junt amb alguns elements iranians des del seu començament. Les decoracions arquitectòniques a Nasa acostumen a ser gregues. Hi havia capitells jònics i corintis amb fulles d'acant. Tanmateix, els merlets i fortificacions de Nasa, tenen el seu origen més cercà a les estructures iranianes. La «casa quadrada de Nasa» medeig 38 x 38 metres i consta d'un gran pati decorat pels quatre costats amb columnes. Darrere seu es troben les sales de quatre costats allargats, a les parets de les quals hi ha adossats uns bancs. L'edifici potser va servir com a tresoreria reial i va ser construït de maó cru, seguint segurament les modes contemporànies, que recorda la construcció de les palestres gregues. En general, Nasa apareix com una colònia de cort reial hel·lenística, que tot just es diferencia ben poc d'altres residències hel·lenístiques contemporànies. Això també és evident a Ai Khanoum on es va trobar una residència reial del regne grec de Bactriana. Schlumberger desitjava que aquests exemples d'aquesta fase, no es classifiquessin com art dels parts.
Sense inscripcions i excavacions precises de les primeres troballes dels selèucides, els edificis parts són sovint difícils de distingir. A Khurab avui l'Iran, es troba una gran mansió amb columnes jòniques i dòriques. Les proporcions dels components individuals -els pilars llargs i prims- suggereixen que aquesta casa tenia un arquitecte purament grec. La data exacta és, per tant controvertida.

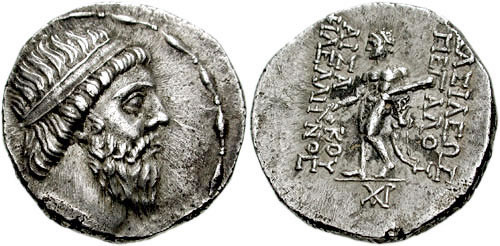
Moneda de Mitridates I de Pàrtia.

Aquest estil hel·lenístic del període part primerenc també va ser utilitzat en l'encunyació de les monedes dels governants parts. Les primeres mostres són difícils de determinar, però estan realitzades, sens dubte, en l'estil grec, encara que els governants parts porten els seus atributs, el que dona a la moneda una aparença amalgamada. Sota el mandat de Mitridates I de Pàrtia, que va conquerir gran part de l'hel·lenístic Imperi Selèucida, les monedes són tot just distingibles de les corts reials hel·lenístiques. També és important assenyalar que els parts només van encunyar monedes de plata i monedes de coure, però mai d'or. Les poques monedes d'or conegudes semblen haver estat realitzades per prínceps locals i propietats de prestigi en l'esfera d'influència dels parts.

### Fase Pàrtia
L'estil grec va continuar realitzant-se en la producció d'art de molts llocs de Pàrtia en les tradicions prehel·lenístiques. A Assíria hi ha dos pilars, que es van executar en un estil d'art hel·lenístic, tanmateix, cadascun d'ells mostren a un home dret amb vestimenta parta. La figura i el cap es mostren de perfil i són per tant de tradició mesopotàmica. Una tercera estela té una figura similar, però amb la seva cara mirant al capdavant. A l'Imperi Part es van efectuar diverses tècniques artístiques al mateix temps i no se sap quina d'aquestes esteles pertanyen a una època correcta.

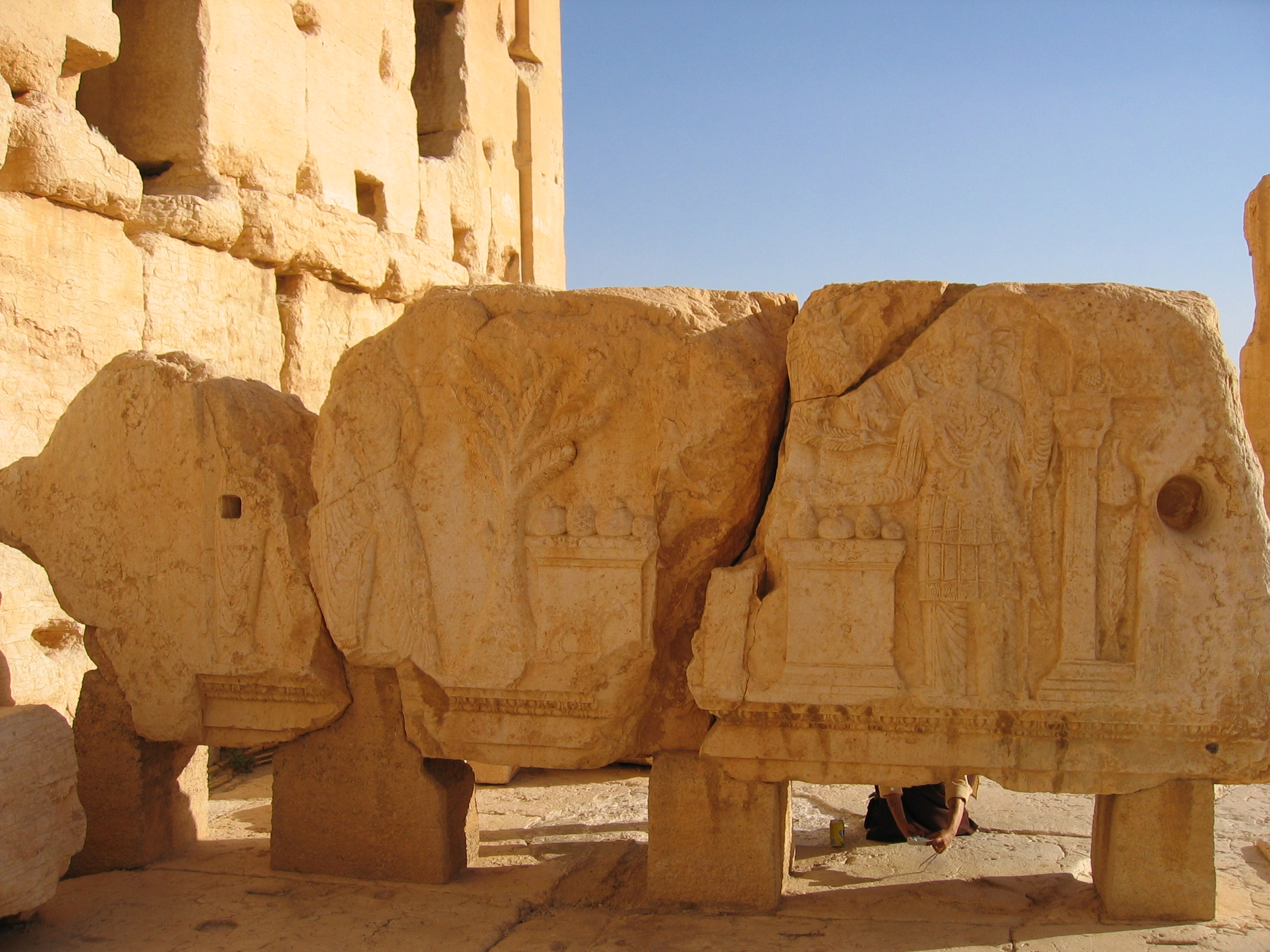
Relleu del temple de Baal a Palmira.

Una estela que data de l'any 31 dC de Dura Europos, mostra al déu Zeus consagrant a Seleuc I Nicàtor quan va ser erigit. El cap i el tòrax de Zeus es representen frontalment, però les cames estan realitzades de perfil. El temple de Baal de Palmira, que amb seguretat pot datar-se del segle I va ser fundat el 6 d'abril de l'any 32 dC, e] un nou estil. Els relleus mostren probablement mites, però el seu contingut no es coneix a partir de fonts escrites, per la qual cosa les representacions només poden ser interpretades visualment i, per tant, són incomprensibles. Les figures es mostren frontalment, també en les narracions dels personatges que es dirigeixen a l'espectador dels relleus i no als altres personatges de l'escena. L'origen de la frontalitat que caracteritza Palmira i l'art dels parts és un tema controvertit; mentre que l'origen dels parts s'ha suggerit -per Daniel Schlumberger-, Michael Avi-Yonah sosté que era una tradició siriana local la que va influir a l'art de l'Imperi Part.

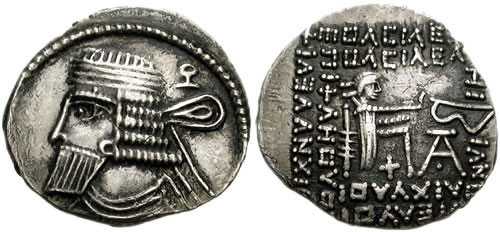
Moneda de Vologès I de Pàrtia.

Per tant, pot determinar-se que a partir de prop del segle I a l'Imperi Part va existir un nou estil d'art, que es caracteritza principalment per les vistes frontals de les figures, per un linealisme i una representació hieràtica. Aquest caràcter s'allunya dels models grecs anteriors, inclou, encara que no directament a l'art prehel·lenístic, encara que la hieràtica i el linealisme també es poden trobar a l'art del Pròxim Orient Antic. Aquest estil sembla haver-se originat a Mesopotàmia, en particular a Babilònia.
El millor exemple de l'aparició d'un nou estil és en l'encunyació contemporània. Les imatges dels reis parts són sovint molt estilitzades al segle i. Formes angulars van substituir les rodones, flueixen formes d'estil grec, almenys que preval més, sobre el perfil de les monedes. Des d'aproximadament de l'any 50 aC en endavant, els parts van viure freqüents enfrontaments amb Roma. El nou estil és, per tant, potser una sortida deliberada de les tradicions hel·lenístiques i el retorn a les seves pròpies tradicions i valors.

## Arquitectura

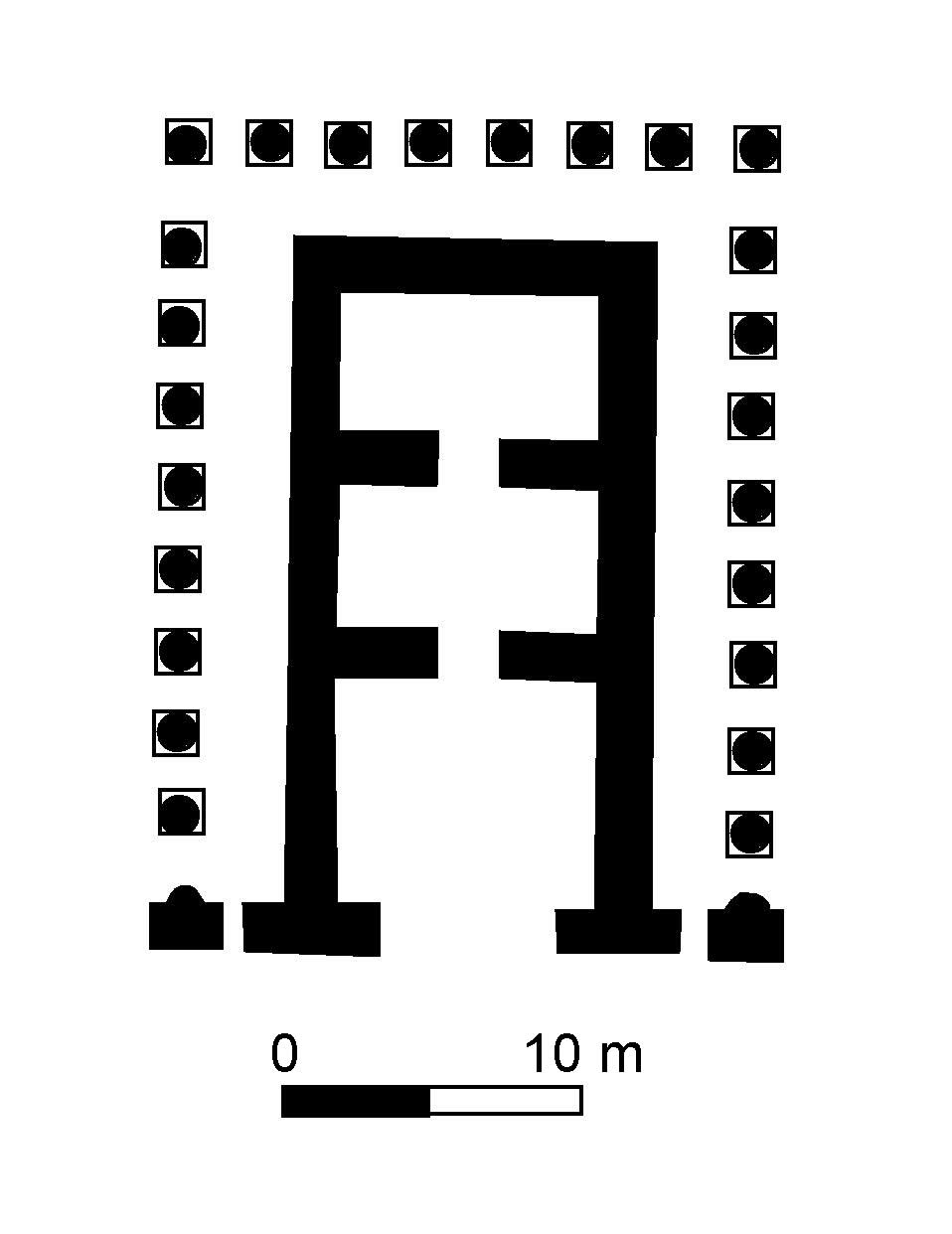
Temple del parts a Assíria.

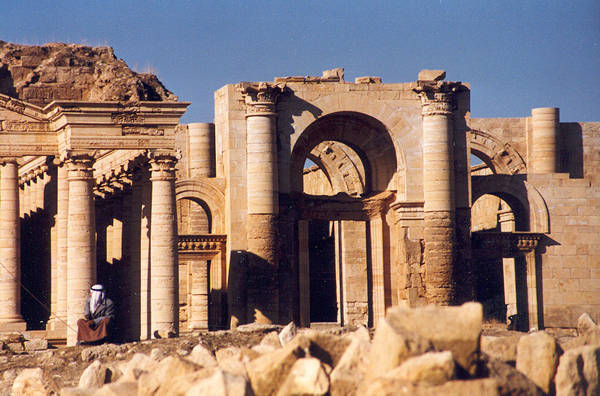
Temple a Hatra.

A l'arquitectura, hi ha una barreja d'elements de l'arquitectura de l'antiga Grècia i de les orientals amb noves formes, especialment com en un nou disseny, d'una sala gran, oberta a un pati. Aquesta obertura era, per regla general, una arcada; es troba en aquesta arquitectura una unitat estructural que no està realment tancada, però no està completament oberta. Una altra peculiaritat de l'arquitectura dels parts és l'alienació de la construcció d'estructures clàssiques.
A Assíria, un palau dels parts de model grec està realitzat amb un pati d'entrada encara que amb algunes diferències. En el centre del palau n'hi havia un gran pati i cada un dels quatre costats estava format per un arc. Les façanes del pati estaven ricament decorades amb estuc.
El temple del Sol Mitra a Hatra s'assembla a primera vista a un temple grecoromà. El tipus de juxtaposició d'unes certes estructures clàssiques, tanmateix, és dels parts. Al peu de la cel·la hi ha un podi que està envoltat en tres costats per dues files de columnes. La part frontal està adornada per una escala, que està flanquejat els costats de la fila exterior de columnes. La fila exterior de pilars que es col·loquen en la base estan decorats amb escenes. La fila interior de les columnes es troba en el podi i té capitells jònics. El frontó de la façana del temple mostra un arc. Les llindes i frontons estan ricament decorats amb elements arquitectònics.
Un temple similar es va trobar a Assíria, que consta de tres cambres consecutives amb el Sancta sanctorum com l'última cambra. Prop del temple les columnes estan presents, s'assembla a un temple grec. El fet que les columnes només estan en tres dels seus costats, i que el front no estava decorat amb columnes indica una manera particular de l'arquitectura dels parts. A molts temples grecs, les columnes potser tampoc no estaven presents en un costat, però rara vegada no seria en l'entrada o en el front del temple.

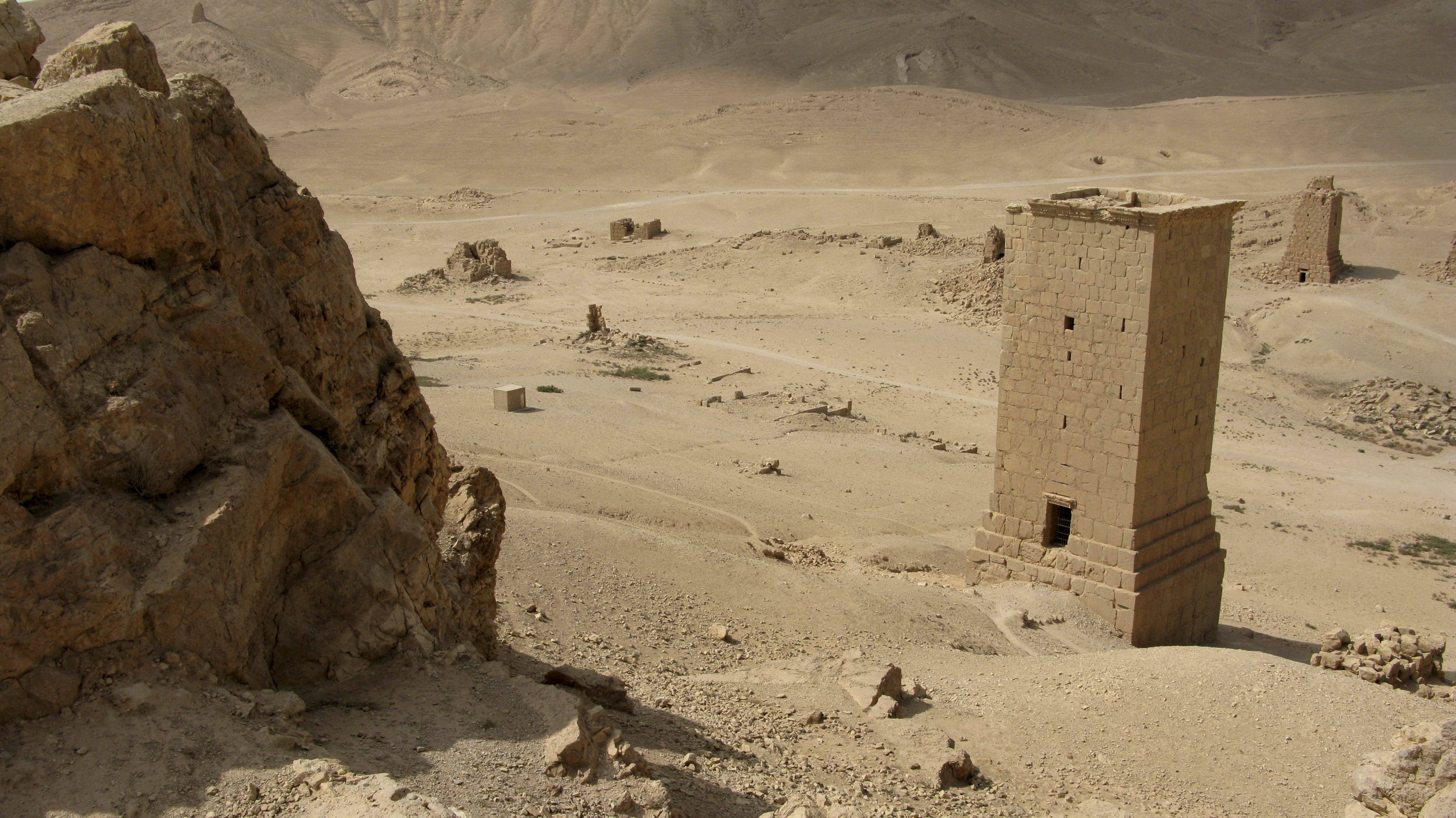
Torre tomba a Palmira.

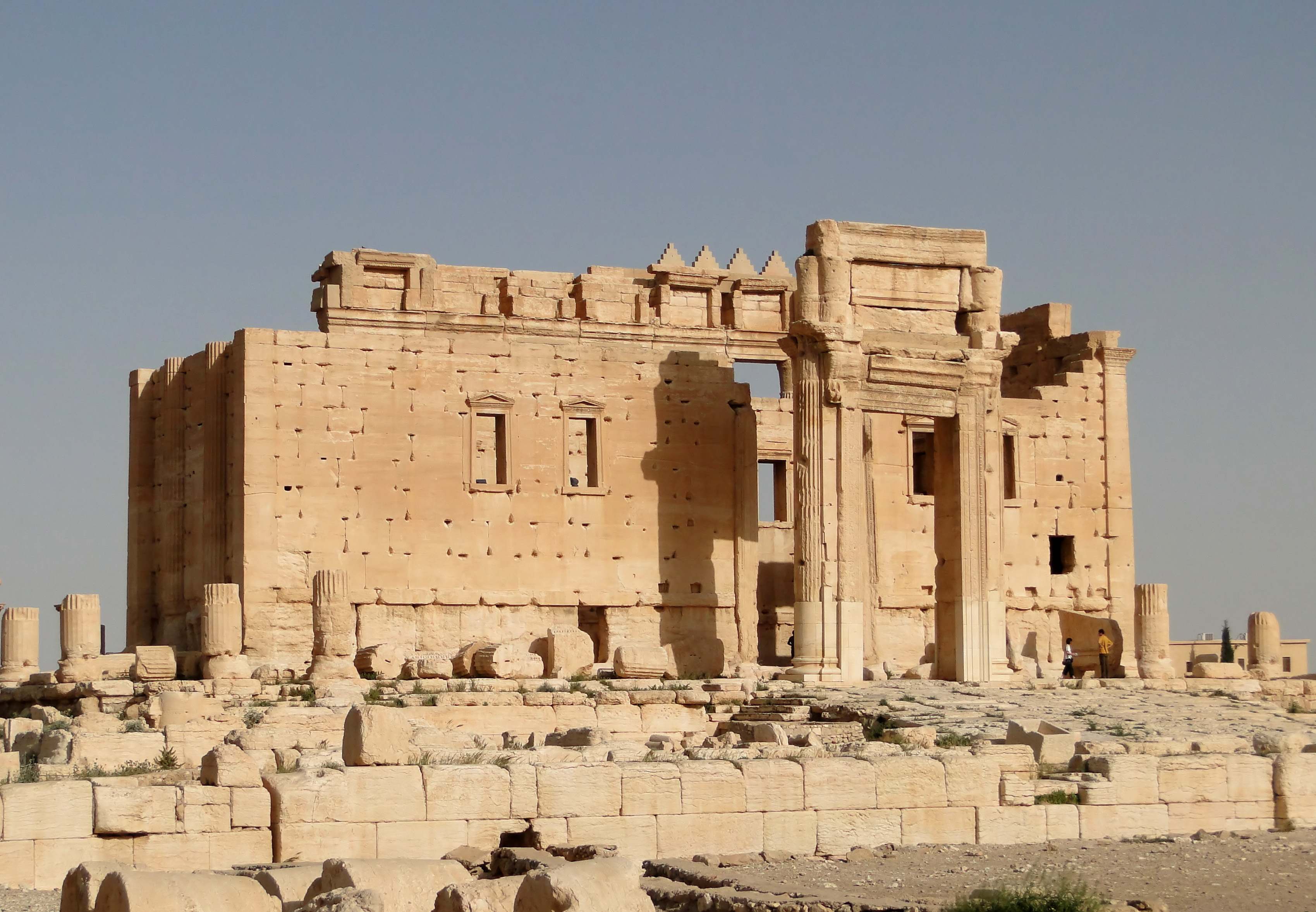
Temple de Baal a Palmira.

Altres temples semblen estar construïts més en les tradicions orientals. En el centre del complex de temples d'Hatra existeix una sèrie d'arcs juxtaposats, amb dos arcs principals, flanquejats per diverses cambres petites. També hi ha sis arcs més petits a l'espai circumdant. El complex es troba en un podi elevat. La façana està dividida per pilastres i té novament riques decoracions arquitectòniques, especialment escultures de personatges, i també d'animals.
A Uruk encara es troba el temple de Gareus construït enterament de maó cuit, amb unes dimensions d'uns 10 metres de llarg per 8 metres d'amplada. L'interior s'assembla als temples babilònics amb un vestíbul i una cel·la. La façana de l'edifici està decorada amb arcs cecs. Davant de l'edifici hi havia sis columnes amb capitells jònics. Un fris representa dragons i té per tant més caràcter oriental. En general, aquí novament hi ha una barreja d'influències hel·lenístiques i orientals.
Els temples a Dura Europos són arquitectònicament més aviat simples. Hi havia diverses cambres disposades al voltant d'un pati central. El Sancta sanctorum es troba sobretot en la part posterior de la unitat i podria remarcar-se per columnes en l'entrada. Les altres cambres al voltant del pati es van utilitzar per a banquets, com a cambra d'un sacerdot, o com a llocs de culte.
En la necròpoli de Palmira hi havia diversos tipus de tombes. Hi ha torres tomba estructuralment complexes, que també estan presents s Dura Europos a l'Eufrates, així com en altres llocs, però no en altres bandes de Síria. Es tracta d'edificis quadrats que tenien fins cinc pisos d'altura. L'interior de l'espai era ofert per a diversos centenars de morts i van ser sovint ricament decoratd amb escultures. Aquestes tombes són un desenvolupament de les tradicions semítiques i no tenen relació amb l'arquitectura iraniana.
El temple a Palmira apareix hel·lenístic-romà a primera vista i sovint només és en petits detalls que ho distingeixen dels del món mediterrani. En general, l'arquitectura de la ciutat és més romana-siria amb algunes peculiaritats que són típiques dels parts. El temple de Baal es troba en un pati emmurallat, que està decorat amb columnes i forma un peristil rodià. El temple reial al centre del complex és un temple perípter. Inusual, tanmateix, és que a l'entrada principal té una escala situada en el costat llarg del temple i no en el costat curt. El sostre del temple està decorat amb merlets graonats.

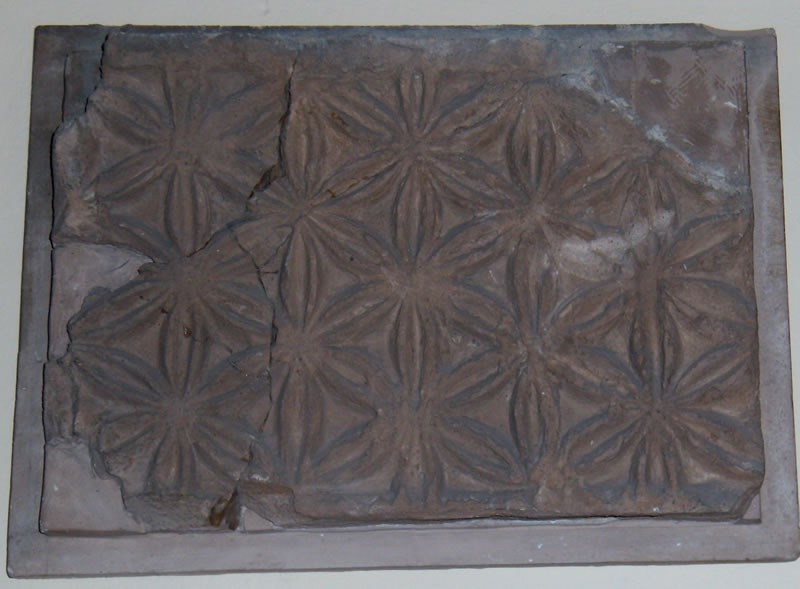
Exemple de decoració amb estuc.(Assur)

Abundant estuc ornamental per la decoració arquitectònica es va utilitzar en els edificis parts, per un costat, per continuar amb el patró grec, però també amb el seu propi model nou. L'estuc en si havia estat introduït pels grecs, i aviat va trobar popularitat a la regió sota els parts. Els dissenys en la paret d'estuc es poden trobar en les columnes i en bandes ornamentals.
Els pilars d'estuc es col·loquen en general solament en la paret i són tal sols elements ornamentals. No tenen cap funció de suport i no donen la profunditat de la paret, com era comú al'arquitectura grecoromana. Aquests pilars consten en general de materials que estaven disponibles localment. A Mesopotàmia, per tant, molts edificis es van construir de maó, i també d'estuc. Per contrast, la pedra calcària a Hatra i Palmira va ser el material predominant. Els arcs es van utilitzar abundantment en l'arquitectura dels parts, especialment per damunt dels passadissos.

## Escultura

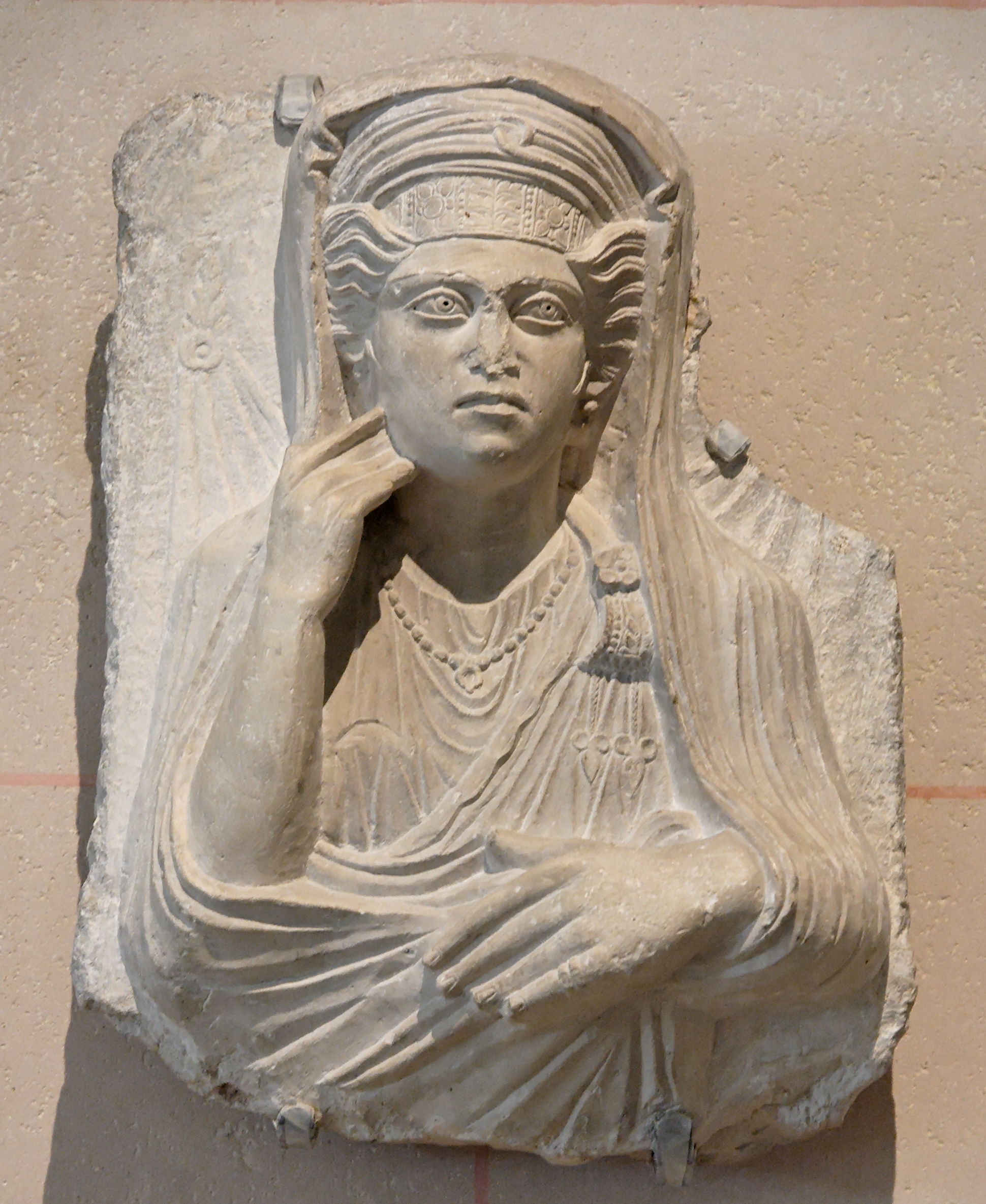
Relleu a una tomba d'una dona a Palmira.

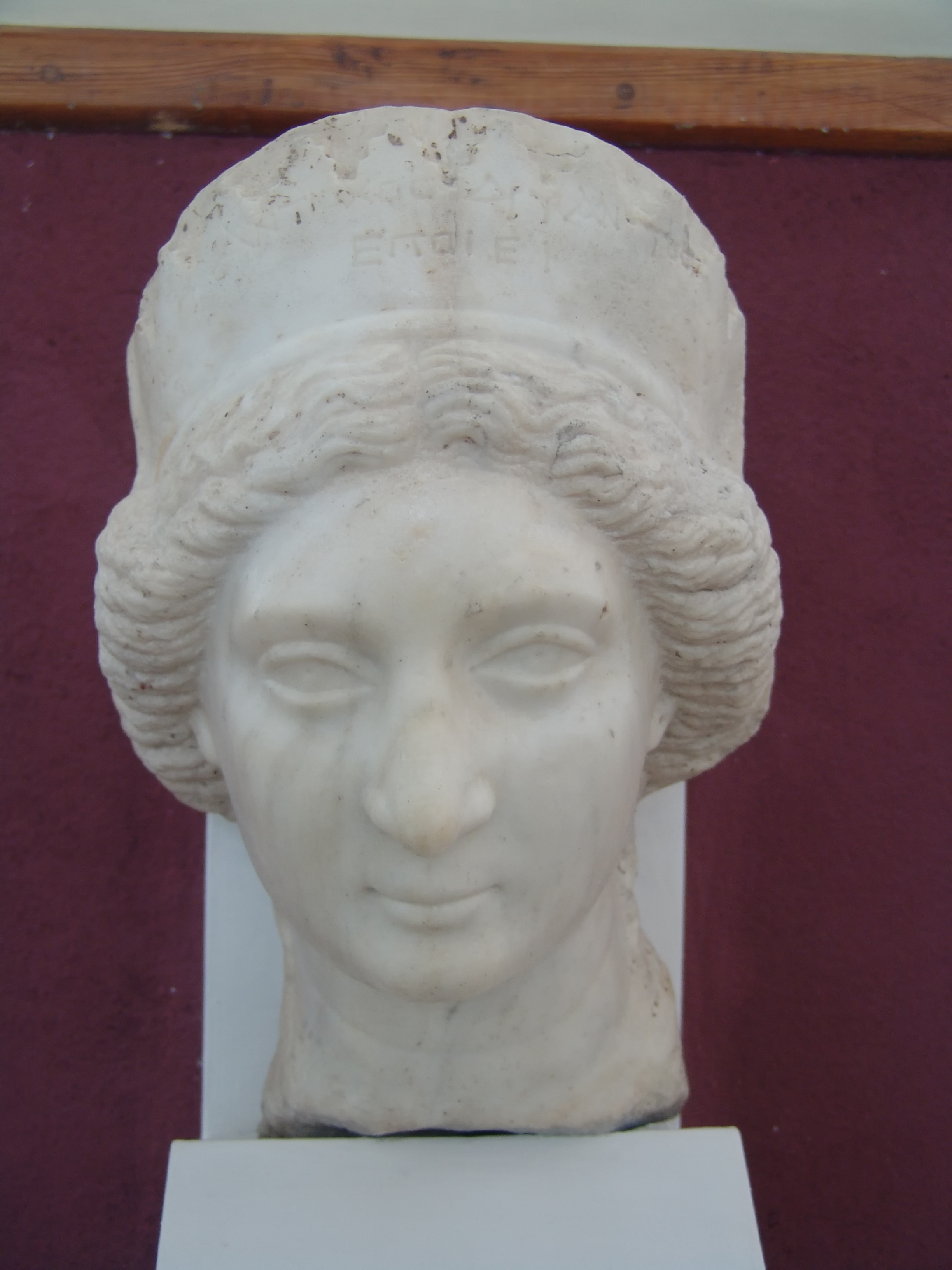
Escultura d'una reina o deessa que es troba a Susa.

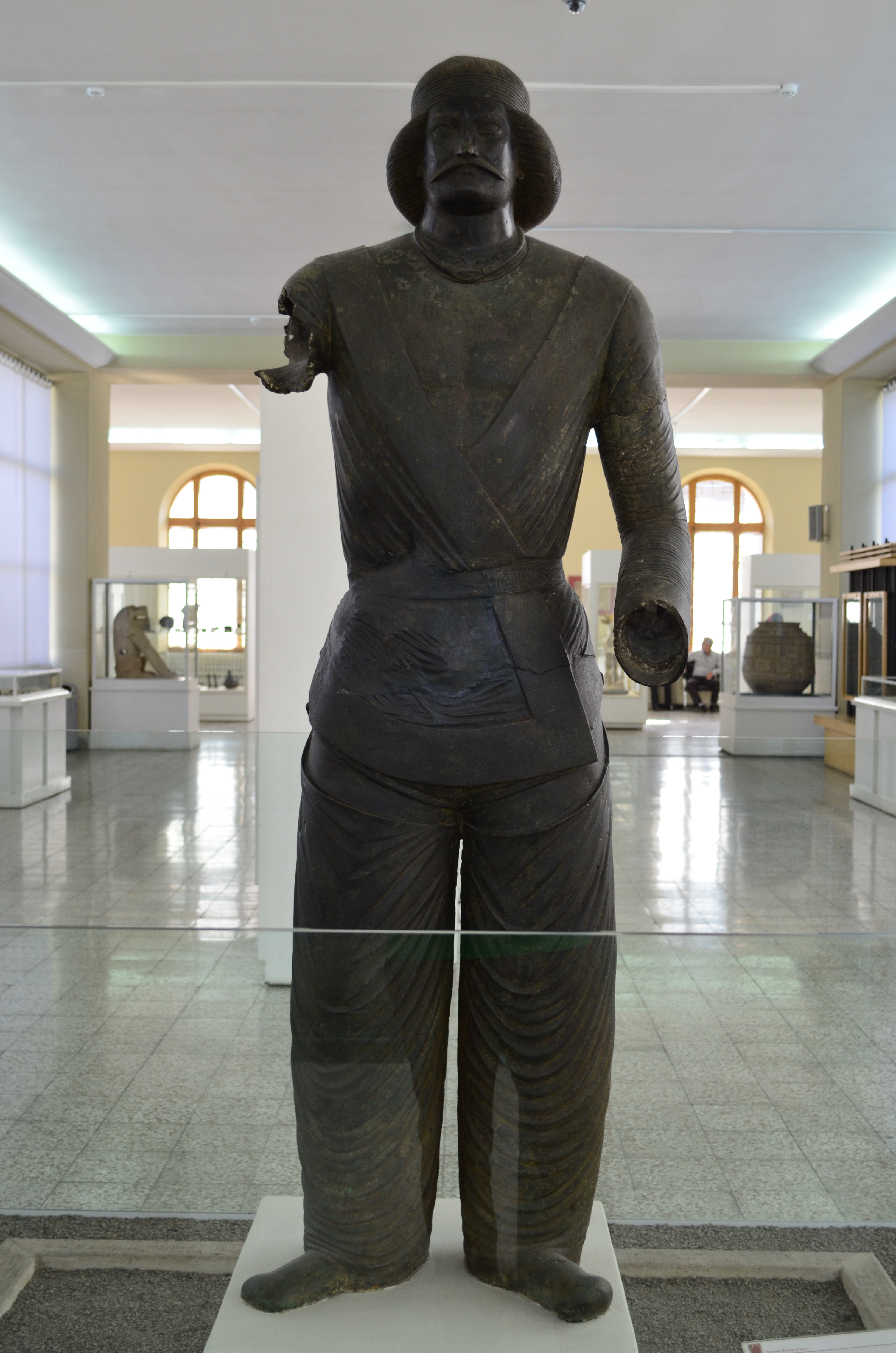
Escultura d'un príncep local part, trobat a Elymais.

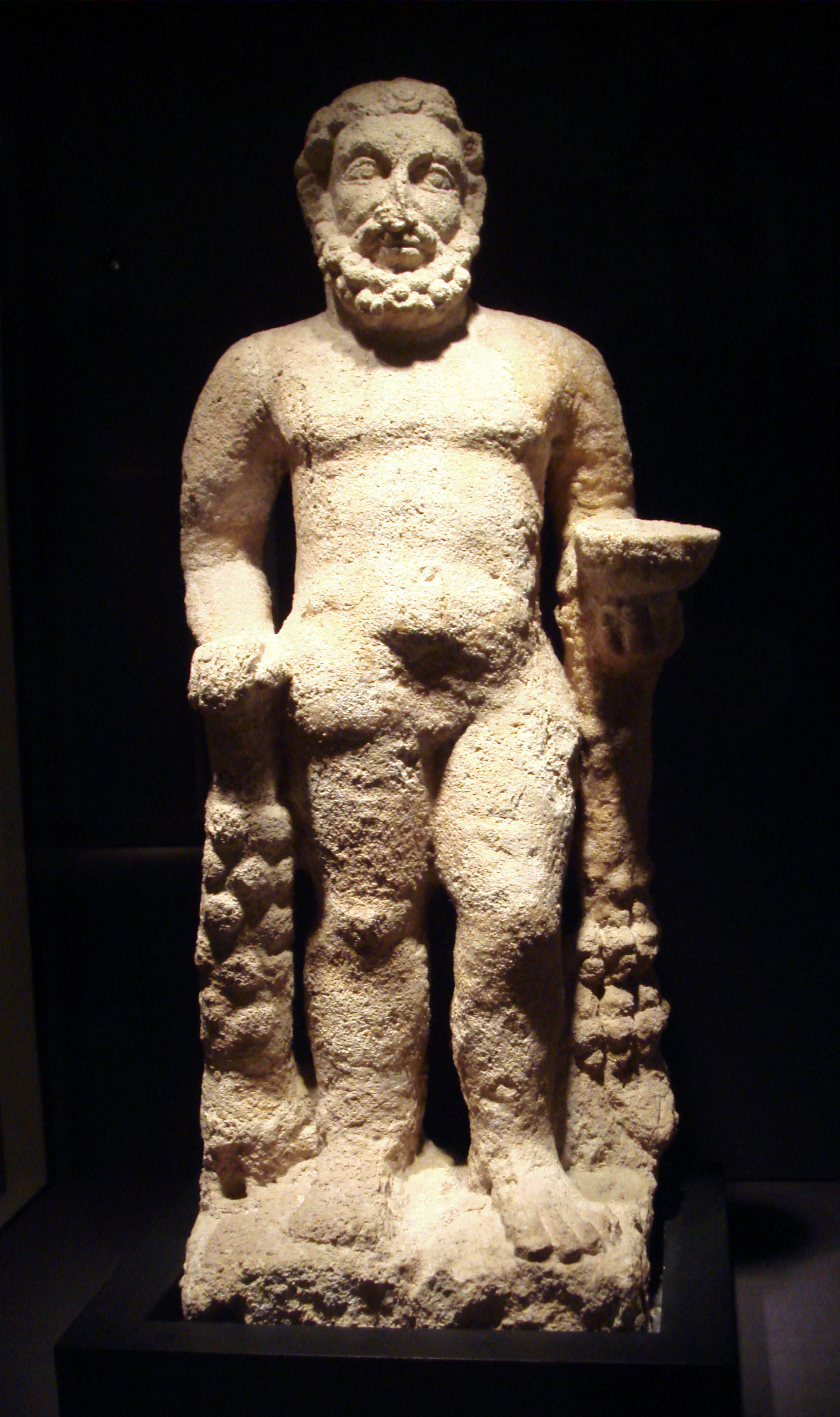
Estàtua d'Hèrcules a Hatra.

Els mateixos elements descrits per a la tècnica de la pintura també estan presents en les escultures de l'art de l'Imperi Part. Les escultures en pedra calcària, marbre i bronze, es dissenyen en general de front. També dins de la interacció del grup entre escenes de personatges no s'observa participació entre ells, en el seu lloc estan completament orientats a l'espectador.
Molts exemples d'escultura del període part es troben a Palmira, on les tombes de la classe alta local estaven ricament decorades, representant les vides dels morts. Hi va haver tres tipus de monuments, les plaques, l'entrada a les instal·lacions de les tombes i els sarcòfags decorats i que s'estén sobre la tapa del difunt en general, en el costat, mostrant un banquet. Poques d'aquestes imatges fan l'efecte de retrats reials. Les cares dels morts semblen estilitzades i glorificades. Els homes i les dones es reprodueixen, en general, amb la part superior del cos i ricament adornats amb joies. Les dones acostumen a portar les modes de roba hel·lenístiques mentre que els homes es representen tradicionalment amb l'ús de roba iraniana, especialment els pantalons. A Palmira estan presents escultures de pedra, però probablement van ser més tard foses en bronze. Les estàtues van decorar els carrers de la ciutat estant erigits en honor dels ciutadans nobles i rics de la ciutat. Moltes de les inscripcions de la base d'aquestes estàtues es conserven. Les inscripcions atesten les estàtues d'honor que mereixen els ciutadans i també se citen les ciutats partes, però no totes es van executar.
Hatra pel contrari, tenia nombroses estàtues de pedra que representen deïtats o governants locals i els seus familiars. La classe alta local va donar les estàtues dels temples de la ciutat, on van ser trobades durant les excavacions. Moltes d'aquestes obres estan datades, precisament per les inscripcions del donant i proporcionen un bon marc cronològic. N'hi ha també de vegades la menció del nom d'un escultor, com Aba o Schabaz. A més a més de les obres realitzades en clàssica tradició greco-hel·lenística -especialment de les deïtats clàssiques- que mostren les persones assegudes o dempeus, cara a cara i vestits amb una moda dels parts i la seva rica decoració. Els homes usen sabates, pantalons i una túnica sobre seu i sobre la túnica, alguns homes, usen una espècie de jaqueta. Sovint es pot veure al costat esquerre una daga i una espasa al maluc dret. Els reis porten una diadema o una tiara amb la imatge d'una àguila. La mà dreta s'aixeca en general en un gest d'adoració cap a la part superior, la mà esquerra sosté una espasa o una branca de palma. Altres estàtues porten en ambdues mans una estàtua d'una divinitat. És sorprenent l'atenció al detall, en tots els patrons de les decoracions, armes i joies que es reprodueixen exactament.
A Susa es va trobar el cap d'una dona de marbre (Teheran, Museu Nacional de l'Iran, Inv. Núm. 2452), que és una de les més famoses obres d'art de l'època dels parts. El cap és proporcionalment una mica més gran que del natural. La cara és àmplia amb un nas llarg i prim. Els globus oculars no es modelen, però la pupil·la està indicada per un punt. La boca es modela suaument amb els llavis fins. La dona porta una corona pesant, en què hi ha la inscripció: «feta per Antíoc, fill de Dryas.» A la part posterior, es veu un vel, aquesta part de l'estàtua en el seu conjunt es va treballar poc, el que indica que el cap va ser dissenyat per a la vista frontal. Segurament va estar alguna vegada incrustada en un cos fet separadament. L'alta qualitat de l'obra va provocar un ampli debat en la investigació de l'art dels parts. El modelatge de la cara és una reminiscència de l'art hel·lenístic. A més a més, el casc és similar als estils hel·lenístics, però d'altres detalls són clarament iranians. En conseqüència, s'ha suggerit que aquest és un treball del món grecoromà, que va ser tornat a treballar a nivell local.
L'obra més famosa de l'art dels parts és l'estàtua de bronze d'un príncep local que es troba a la província iraniana dels bakhtiyaris. Va ser trobat per uns agricultors en les restes d'un petit santuari de déus grecs i reis selèucides, que eventualment es va convertir en el culte dels déus i dels governants del passat. L'estàtua està gairebé perfectament conservada, solament li falten les mans. Està feta de dues parts, el cos i el cap, realitzades separadament i muntades posteriorment. El príncep està dret amb la roba dels parts i una daga en el costat. Porta els cabells llargs i un bigoti, vesteix pantalons llargs i una túnica que deixa el pit parcialment exposat. La figura està alineada frontalment, irradiant poder i autoritat, el cap sembla desproporcionadament petit.
Daniel Schlumberger explica que sens dubte hi va haver un tipus específic que hauria vestit així. Aquí és un noble típic dels parts, com pot veure's en els detalls del vestit. Una inscripció en la base l'ho assigna a una persona. La datació és incerta, i pot estar entre el segle ii aC i el segle ii. El príncep encara no ha estat identificat, tanmateix, sovint se suposa que va pertànyer a la família dels Surenes de l'Imperi Part. L'alta qualitat de l'obra va provocar un intens debat sobre el lloc de la seva fabricació. Les teories van des de Susa a un artista de Palmira.
A més a més d'aquestes escultures en un estil més oriental/part, hi havia restes més hel·lenístiques. Moltes d'aquestes obres van ser probablement importades des de l'Imperi Romà. La majoria de les obres d'art a Hatra probablement van ser importades. Hi ha d'altres escultures més hel·lèniques des del moment que l'art dels parts va ser fortament orientat per l'art hel·lenístic, o també va poder originar-se a partir de l'època de l'Imperi Selèucida.
A Selèucia del Tigris, hi ha una estàtua d'una deessa, que s'origina clarament en la tradició hel·lenística. Es tracta d'una figura de 56 cm de marbre, pedra calcàrea i estuc. La dona porta una túnica i un mantell sobre seu i en el cap hi ha una diadema. La data exacta de l'obra és quasi impossible de dònar, però es va trobar en les seccions de la ciutat per les excavadores i s'associa amb la conquesta de la ciutat per l'emperador romà Trajà (116 dC). De la mateixa ciutat procedeix una figura de bronze d'Hèrcules. Segons la inscripció es tracta de Charakene -una part de l'Imperi Part-, al voltant de 150 dC com a botí de guerra en la ciutat i no adornava el temple d'Apol·lo. El treball és clarament hel·lenístic, però va ser a Charakene durant quasi 300 anys abans que arribés a Selèucia. Òbviament, hi va haver demandes partes per continuar les obres d'art a l'estil hel·lenístic.

### Relleus
Existeixen essencialment dos tipus diferents de relleus. Hi ha talles sobre una placa posterior que es relaciona molt estretament i formalment amb la tècnica d'escultures completes. A més a més, també hi ha relleus plans, en els que les figures només són d'uns pocs centímetres gravats en la pedra. Aquests relleus continuen les tradicions d'Assíria i Persia, o prehel·lenístic, i són visualment similars a les pintures. Aquí, com a la pintura, hi ha representacions narratives. Els personatges estan col·locats frontalment a l'espectador. Especialment al sud-oest de l'Iran actual, a l'antiga Elimaida, molts relleus en roca van ser tallats en llocs a l'aire lliure en aquest estil. La seva execució és en la seva majoria força tosca.

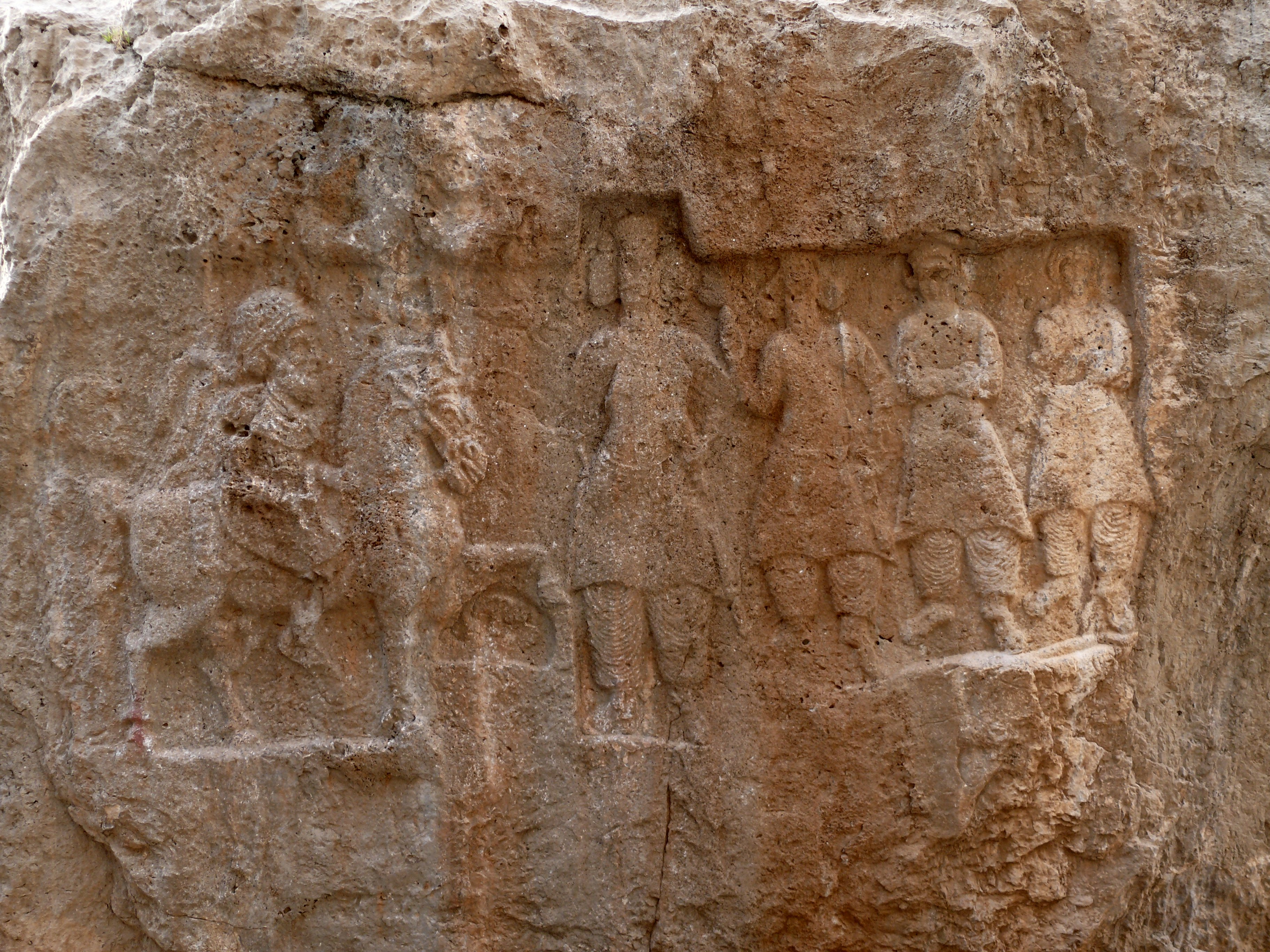
Relleu de la victòria de Mitridates I de Pàrtia.

Un dels més famosos relleus és una escena amb sis homes a Hung-i Nauruzi. Al mig de l'escena, el personatge principal està en vista frontal i vestit com els parts. A la dreta hi ha d'altres tres homes, encara que tallats una mica més petits. A l'esquerra hi ha un genet sobre un cavall. La figura es mostra de perfil. Darrere el genet està seguit per un altre home, també de perfil. La diferència estilística entre l'hel·lenístic retratat en diversos personatges i reproduït a l'estil dels parts en altres personatges, va conduir a la hipòtesi que els quatre homes del costat dret van ser posteriorment tallats en la roca. El genet probablement representa un rei, i s'ha identificat com Mitridates I, que va conquerir Elimaida entre 140/139 aC quan l'art dels parts era encara realitzat en caràcter hel·lenístic. En conseqüència, el relleu està celebrant la seva victòria. Aquesta interpretació, tanmateix ha estat rebutjada i canviada per la teoria que el genet és un governant local d'Elimaida. Altres relleus mostren sovint grups d'homes, homes sols, i també la figura d'Hèracles. La majoria de relleus són hel·lenístics, mentre que els últims realitzats són més propers a l'art iranià-part.

### Terracota
Hi va haver un nombre considerable de figures de terracota fetes d'aquest material en molts indrets de Pàrtia. Aquests obres es poden dividir en dos grups estilísticament. D'un costat les gregues o influïdes i per un altre les del Pròxim Orient i més tard les del mateix art de l'Imperi Part. L'escultura d'Hèracles semblant a l'art grec va ser immensament popular, ja que s'equipara amb el déu dels parts Verethragna. Models propis dels grecs també van ser responsables de les representacions de dones nues. Les figures masculines es van vestir principalment amb vestimenta de típica dels parts.
Una de les troballes més importants de terracota dels parts va ser a Selèucia del Tigris, on es van trobar múltiples figures molt detallades. Sorprenentment, hi ha dos tipus grecs i orientals presents a l'indret, juxtaposant la història dels parts en quasi totes les èpoques en un mateix lloc. Només hi ha una altra troballa d'aquest tipus a Susa, on es van fer descobertes similars.

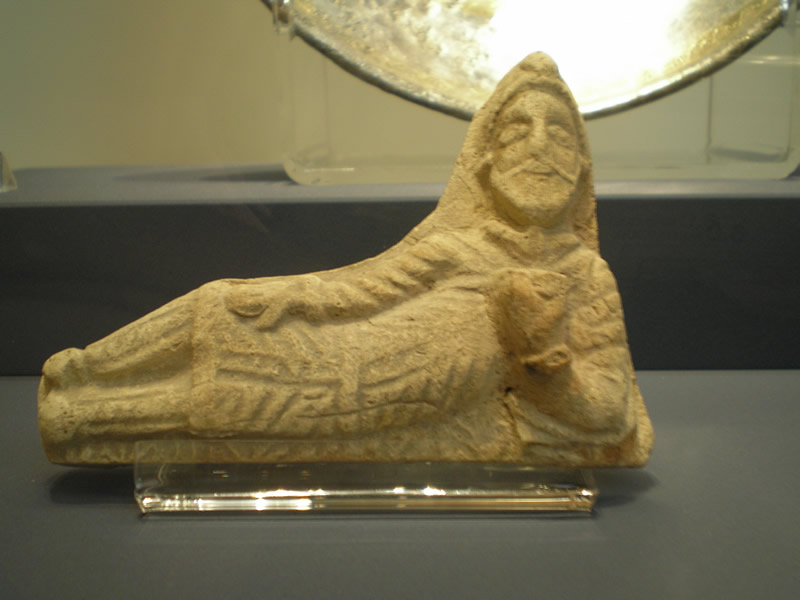
Figura de terracota de l'art de l'Imperi Part
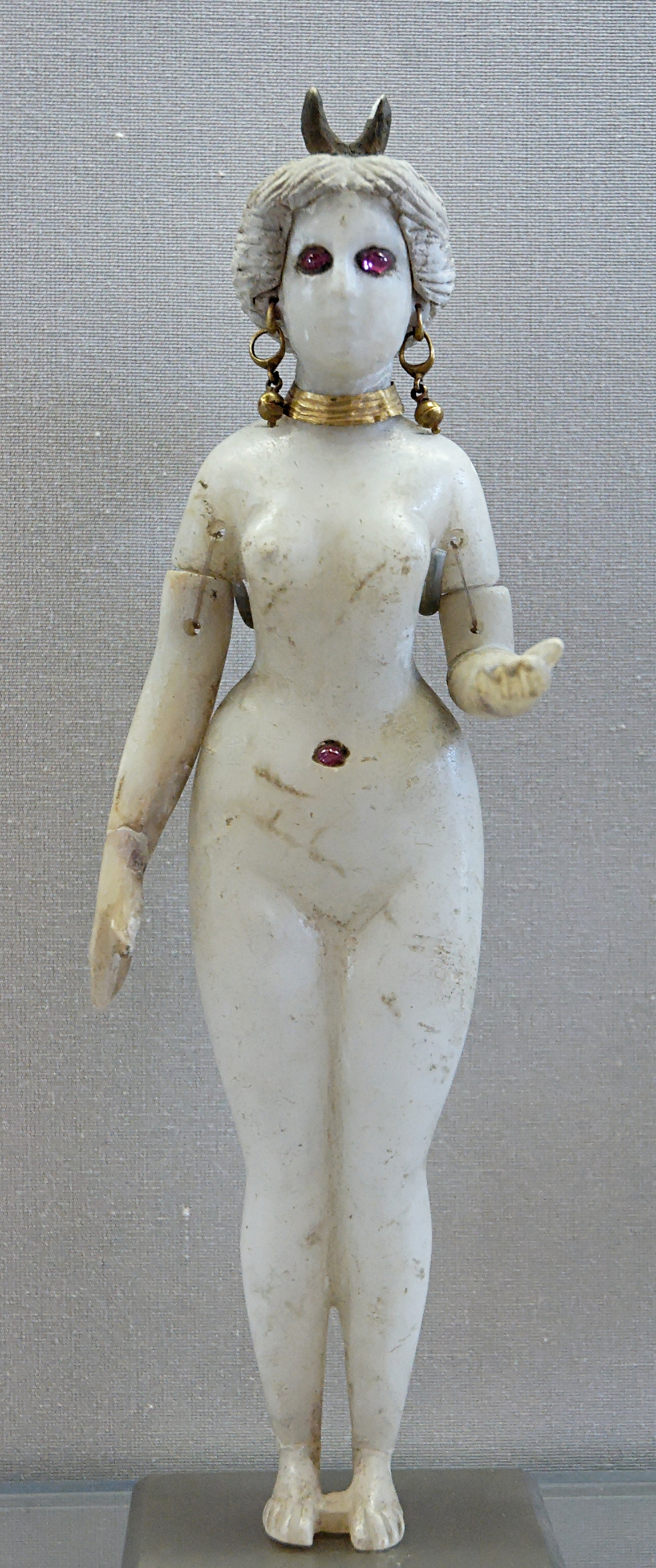
Figura d'una deessa.
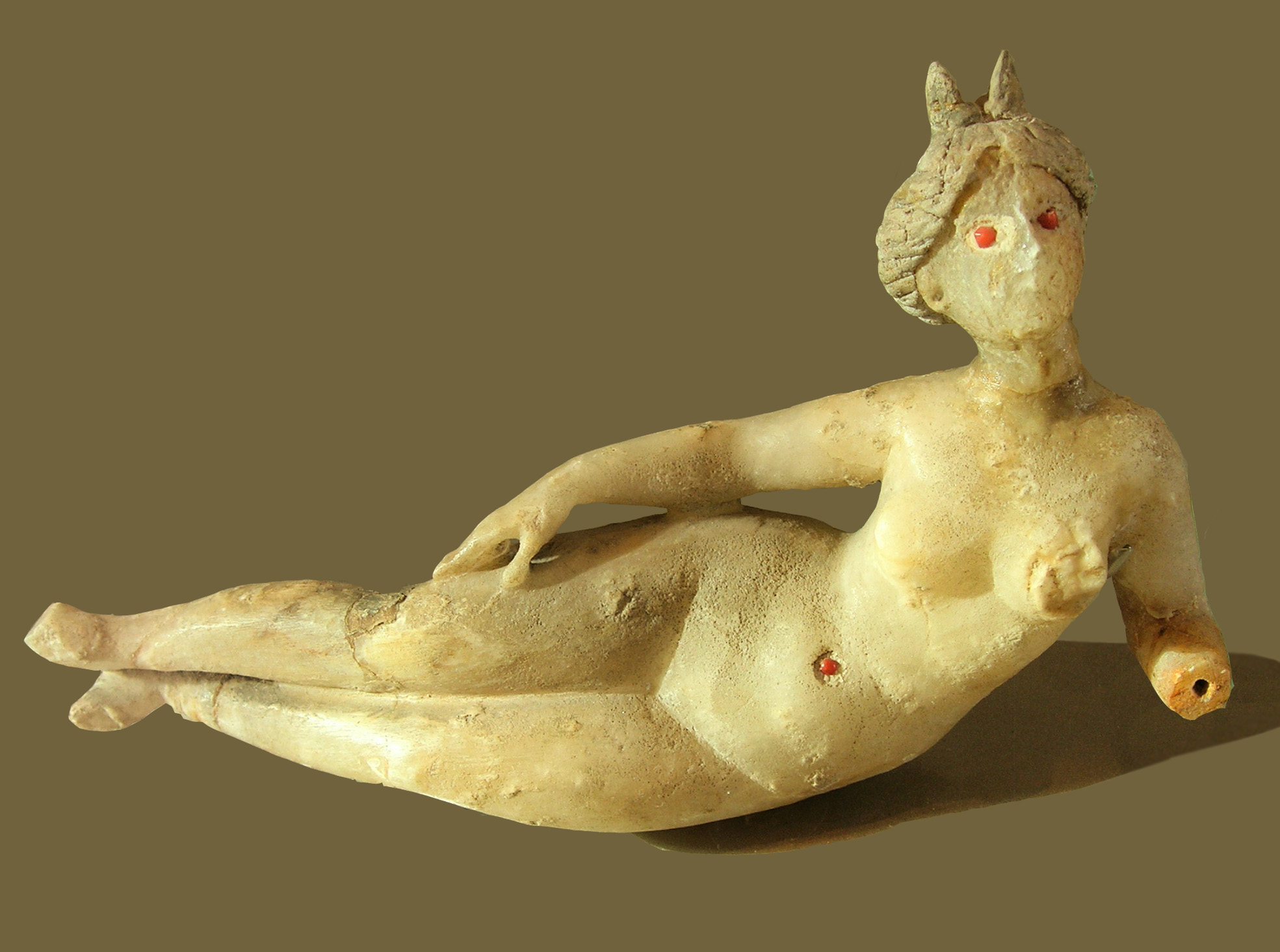
Figura d'una divinitat.

## Pintura

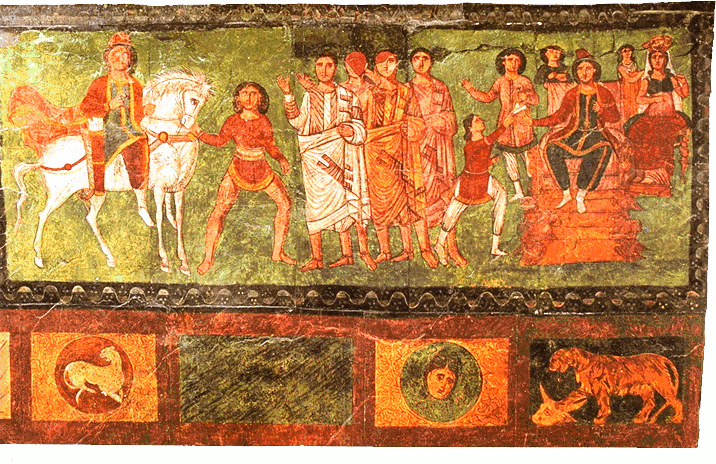
Pintures a Dura Europos

Especialment pronunciat en detall a l'art dels parts són els murals pintats. Nombrosos exemples estan disponibles en Dura Europos, d'altres a Palmira i Hatra i fragments de pintures murals s'han trobat a Assur i Babilònia. Molts dels murals procedeixen de temples i llocs de culte. A la sinagoga i l'església de Dura Europos hi ha principalment escenes de la Bíblia. Al mitreu hi ha escenes de la deïtat Mitra. En alguns temples de la ciutat hi ha personatges dels donants i els seus familiars. Els edificis residencials van ser molt menys propensos a ser pintats en el món dels parts que al grecoromà, on banquets i escenes de caça il·lustren la vida de la classe i la noblesa governant.
Els personatges es mostren tots frontalment. Mentre la vista frontal en la pintura hel·lenística era una de les seves moltes possibilitats, ara era la forma general en l'art dels parts. Les figures estan mirant cap a l'observador, i també en escenes narratives es té la sensació que els personatges individuals ja no interaccionen entre si, que només es dirigeixen a l'espectador. Un cert espai de les figures només està indicada per l'ombreig en parts individuals del cos. La línia de base, que havia tingut un paper important en l'art oriental, va començar a no tenir cap significat, la major part de les vegades, les figures semblen flotar lliurement en l'espai. La majoria de les pintures a Dura Europos van ser encarregades per donants privats, els quals van ser representats en les parets del temple junt amb la seva família i amb els seus noms escrits.
Tanmateix, pràcticament no hi ha exemples de pintures murals figuratives de les primeres etapes de l'art dels parts, ja que encara eren sota la influència grega. Es desconeix el principi de la pintura de l'estil dels parts ara com ara. A Dura Europos els millors exemples parts van ser datats del segle I en les parets del temple. Una escena mostra l'oferta de Conó. És una de les pintures més antigues conegudes dels parts, i és un dels exemples de més alta qualitat de l'art de l'Imperi Part. Ja mostra totes les seves característiques estilístiques. Encara que les figures individuals estan disposades en una arquitectura en escorç, amb alguns d'ells al terra, la majoria sembla flotar a l'espai. Totes les figures es mostren frontalment.

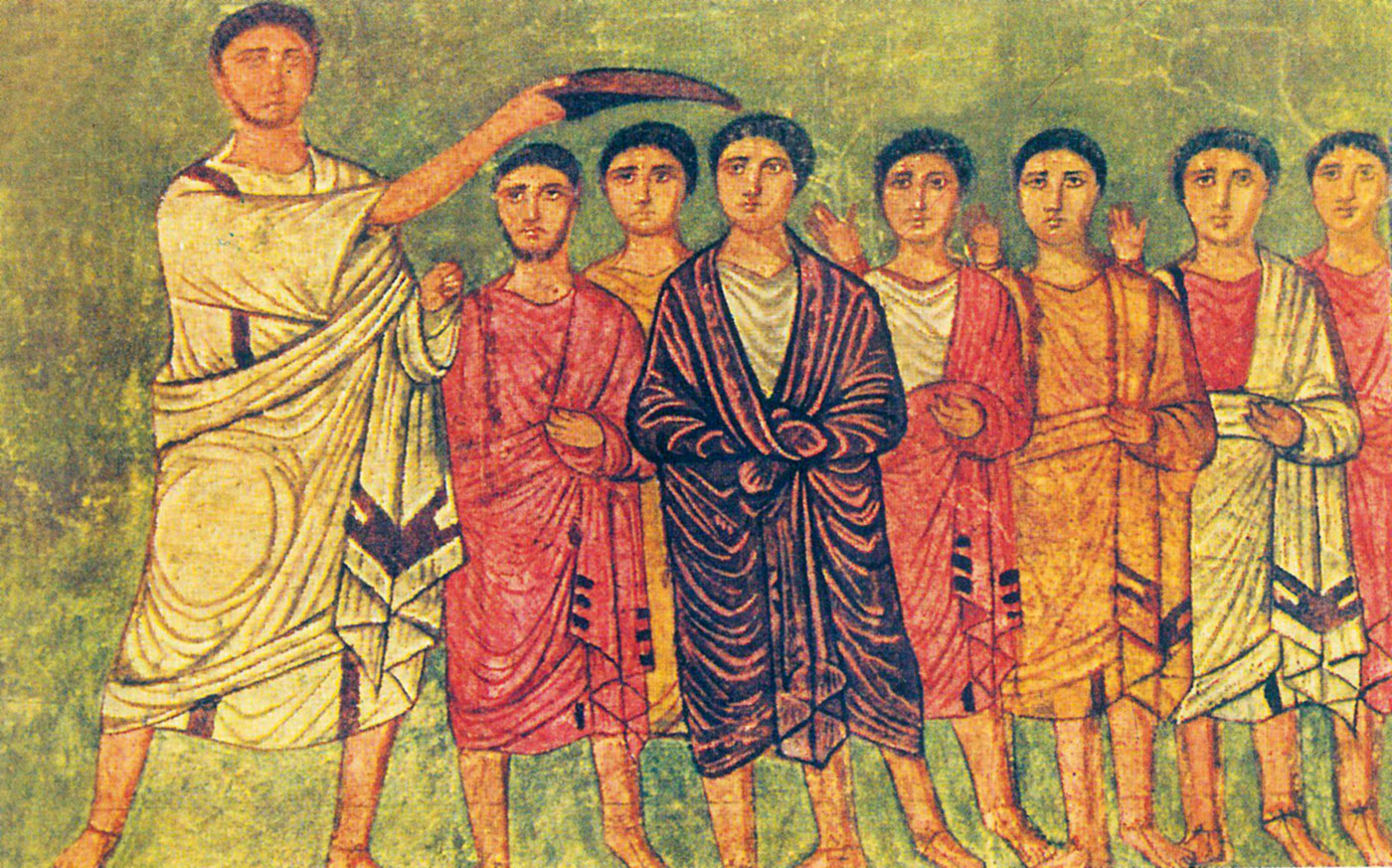
Sinagoga de Dura Europos: Samuel ungeix al rei David.
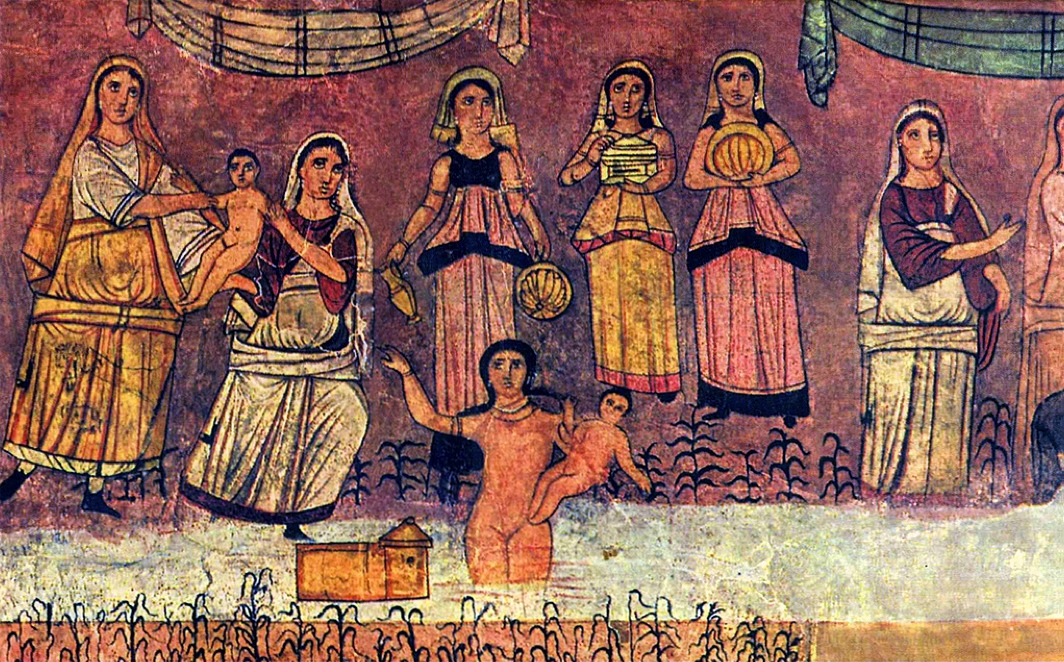
Sinagoga de Dura Europos: Moisés és salvat del Nil.
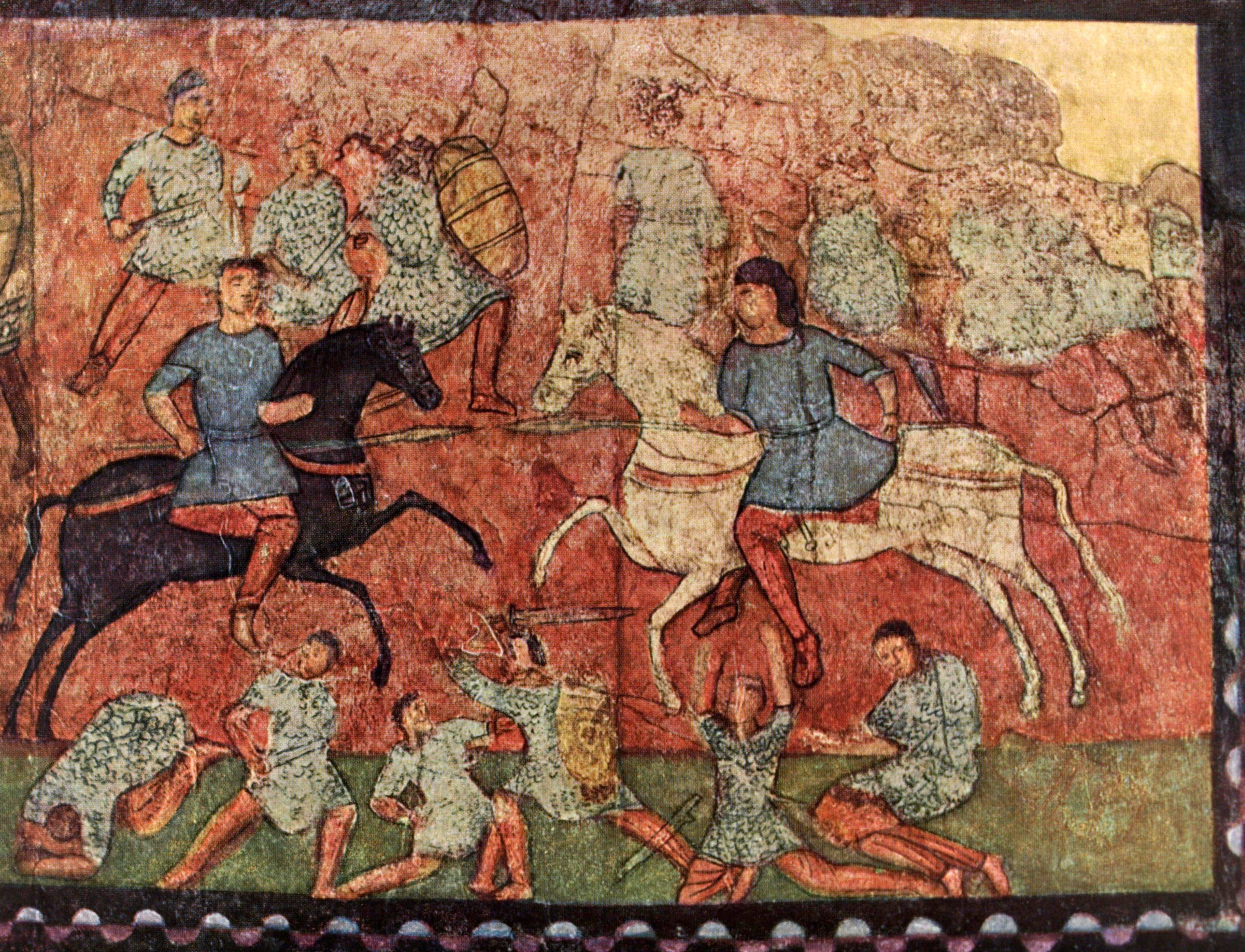
Sinagoga de Dura Europos: Batalla d'Eben Ezer

Prop de l'any 244, es va completar la sinagoga de Dura Europos, que va ser sobretot pintada amb escenes de l'Antic Testament. Altres escenes individuals es poden trobar reproduïdes en petits panys de pared, paral·lelament, alineant tota la paret. Les figures són una mica més robustes que en altres temples de déus parts, però mostren essencialment les mateixes característiques d'estil, continuen estant representades en general frontalment i, sovint semblen flotar a l'espai.
Els exemples ben conservats de pintures dels parts són, en la seva majoria, de temples i llocs de culte. Pintures seculars no estan tan ben conservades i, per tant, són menys conegudes i documentades. Unes especialitats sembla haver estat les batalles i escenes de caça que glorificaven l'estil de vida de la classe dominant. Especialment freqüent va ser el motiu del genet, els cavalls es reprodueixen en ple galop i els genets mateixos es representen asseguts en ells de cara a l'espectador. En les escenes de batalla de l'exèrcit part, els catafractes per regla general estan fortament armats; en escenes de caça estan equipats com a simples arquers. Les restes d'una escena a cavall que es va trobar al palau d'Assur, sembla que havien decorat les principals sales de l'edifici. Altres exemples es troben al mitreum de Dura Europos. Aquestes escenes a cavall, en una forma lleugerament modificada, es convertirien particularment popular entre els sassànides.

## Interpretació de la vista frontal

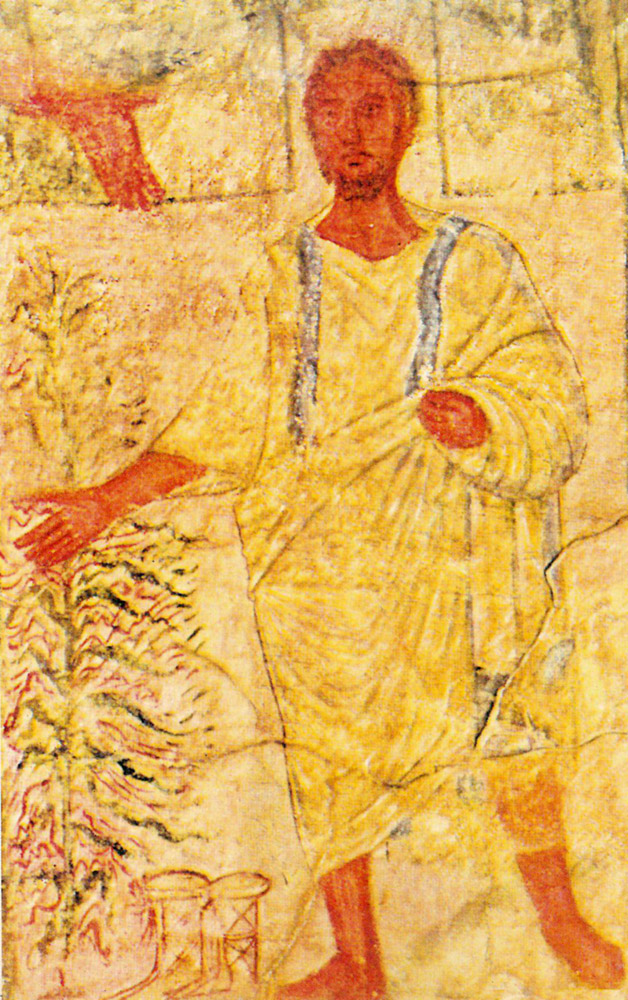
Moisès i l'esbarzer ardent, que es troba a la sinagoga de Dura Europos.

La vista frontal de les figures en pintures, escultures, i relleus no és una invenció dels parts. A l'antic Pròxim Orient era costum representar figures en vista de perfil, encara que la vista frontal, sempre va estar present en algun grau, especialment a l'escultura. La vista frontal es va utilitzar a l'antic Pròxim Orient per ressaltar figures concretes. Daniel Schlumberger va argumentar que aquestes escultures van ser sempre especials, ja que van tendir a ésser percebudes com a reals. Les figures de déus i herois, representats frontalment no eren còpies simples de la vida en un material diferent, el seu lloc se suposa que eren visibles com vius per a l'observador, eren pràcticament com si estiguessin «presents».
L'art de l'Antic el Pròxim Orient, també sabia com l'art arcaic de Grècia solament la vista frontal i de perfil. Únicament els grecs clàssics van introduir passos intermedis, especialment la vista de tres quarts. Les representacions dels clàssics grecs van tractar amb la il·lusió de la vida en totes les seves formes de reproducció. Els personatges estaven completament ocupats amb ells pròpiament i ignoraven l'espectador, la vista frontal també se trobava aquí, però només era una per entre moltes possibilitats. L'art dels parts sens dubte va prendre la frontalitat de l'art hel·lenístic, però sembla que els parts en el seu art va recórrer també a l'antic Pròxim Orient. L'art dels parts no va tractar de capturar una il·lusió i fugacitat de la vida, en lloc seu, es va esforçar per donar la durabilitat a les figures, van tractar de capturar el veritable contingut de la vida i no solament la capa exterior. L'efecte d'aquests mètodes és sovint que l'espectador se sent identificat amb les obres.

## Conclusió i influència

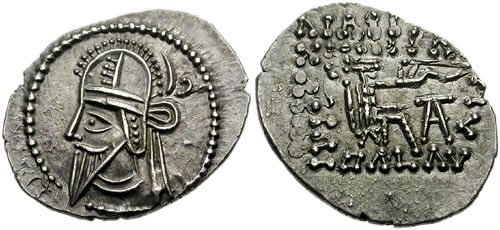
Moneda de Vologès VI de Pàrtia, darrer rei de l'Imperi Part

Al segle ii, l'Imperi part va haver de lluitar amb nombrosos enemics interns i externs. Els romans van marxar diverses vegades a través de Mesopotàmia i la Pesta antonina va causar estralls en els parts. Aquesta crisi va tenir un impacte negatiu en la producció d'art. Encara que gran part de l'art dels parts més conegut continuen sent els mateixos, a causa de la seva grandesa natural i transcendència, hi va haver alguns símptomes evidents de decadència al segle ii. Les llegendes de les monedes gairebé no són llegibles. De Susa procedeix un relleu amb figures mal esculpit i fora de proporció (Museu Nacional de Teheran).
Per l'any 226 la dinastia dels parts va ser eliminada i reemplaçada pel sassànides. A gran part de Mesopotàmia i Pèrsia l'art dels parts simplement va desaparèixer, encara que unes certes tradicions artístiques, com ara relleus d'estuc i escenes a cavall, van continuar sota els sassànides. A Síria, tanmateix, l'estil de l'art dels parts va continuar durant algun temps. Solament amb la caiguda d'aquestes ciutats -Hatra poc després del 240, Dura Europos el 256, Palmira el 272- va fer que l'art dels parts desaparegués. En les il·luminacions sirianes i armènies dels segles VI al X, tanmateix, molts elements parts van ressorgir donant fe d'una vida contínua d'aquest art.
En concret, la vista frontal estricta de l'art dels parts es pot trobar en l'art de l'Imperi Romà d'Orient i els europeus de l'edat mitjana, pel que amb raó es pot afirmar que l'art dels parts havia influït en l'art cristià durant els següents 1000 anys. L'arquitectura va ser, després, molt semblant a la del món islàmic, amb molts arcs i voltes. A més a més, l'art dels parts també probablement va tindre impacte significatiu en l'art budista i va assolir indirectament, també tanta llunyania com fins a la Xina.